# كارلي كول
كارلي كول (بالإنجليزية: Carly Cole)‏ هي مشاركة تلفزيون الواقع ‏ بريطانية، ولدت في 11 مايو 1984 في ليتونستون ‏ في المملكة المتحدة.

## وصلات خارجية
- كارلي كول على موقع IMDb (الإنجليزية)